# Kompleks Urbanistyczny Wymiaru Sprawiedliwości

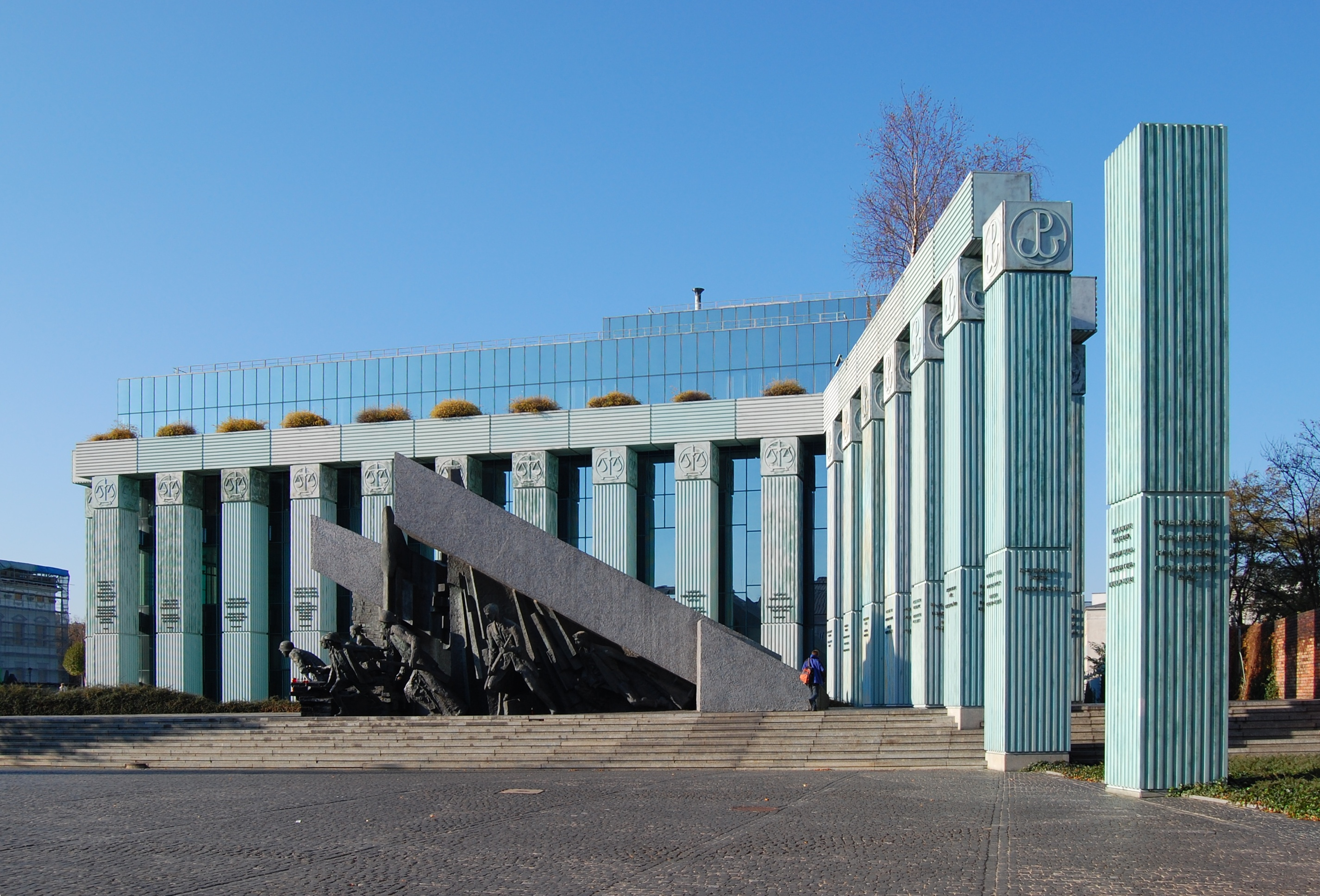
Kompleks od strony ulicy Długiej, na pierwszym planie pomnik Powstania Warszawskiego

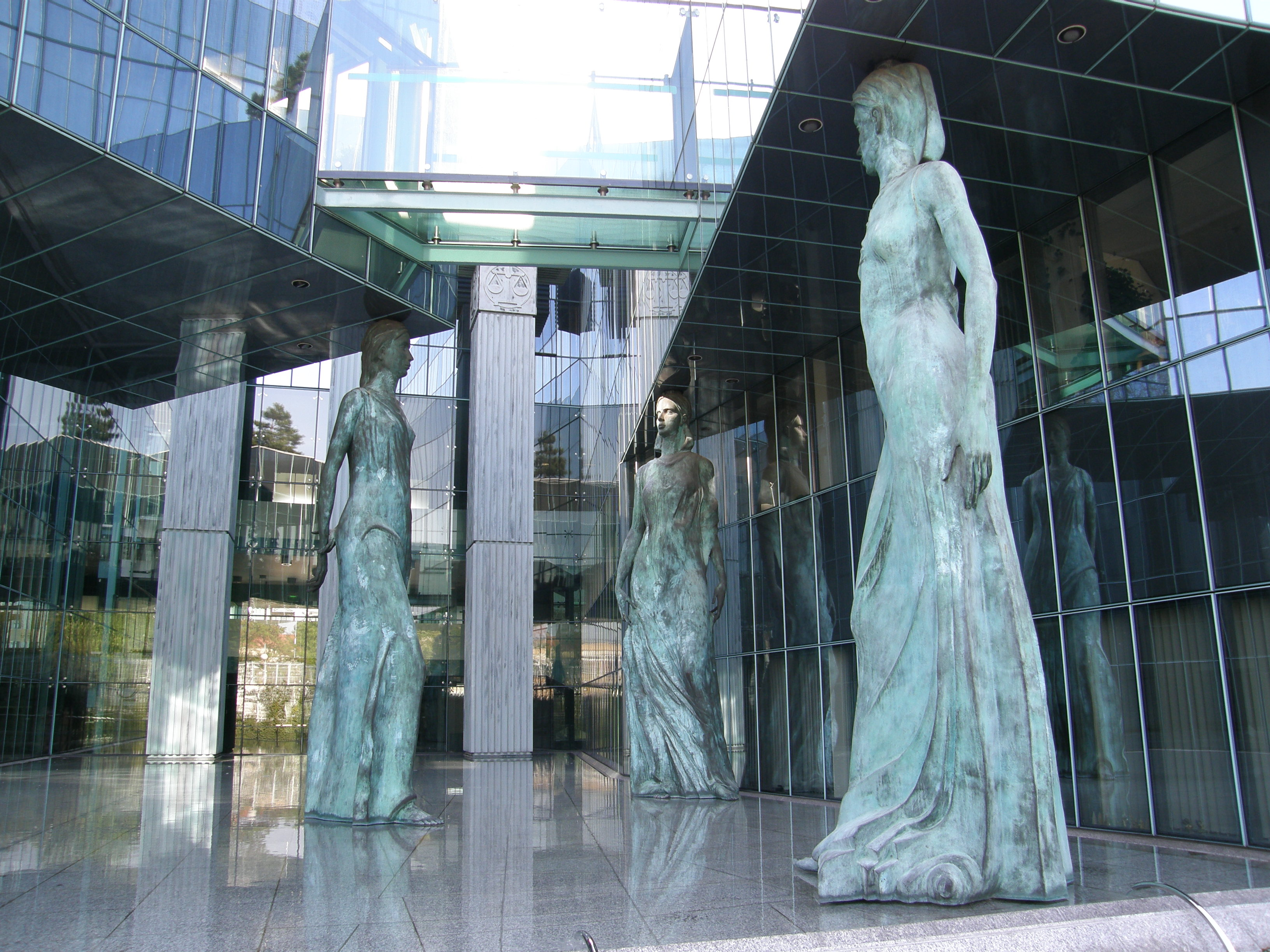
Kariatydy na tyłach kompleksu

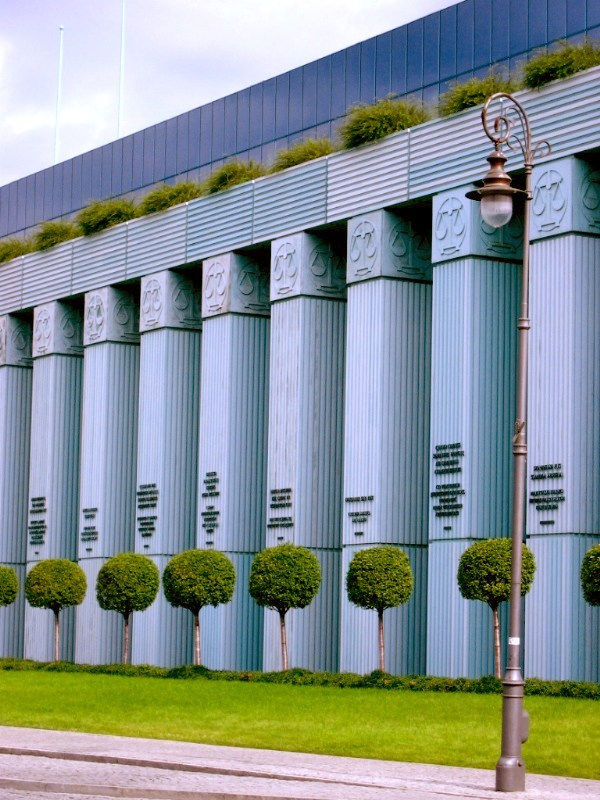
Paremie na kolumnach kompleksu

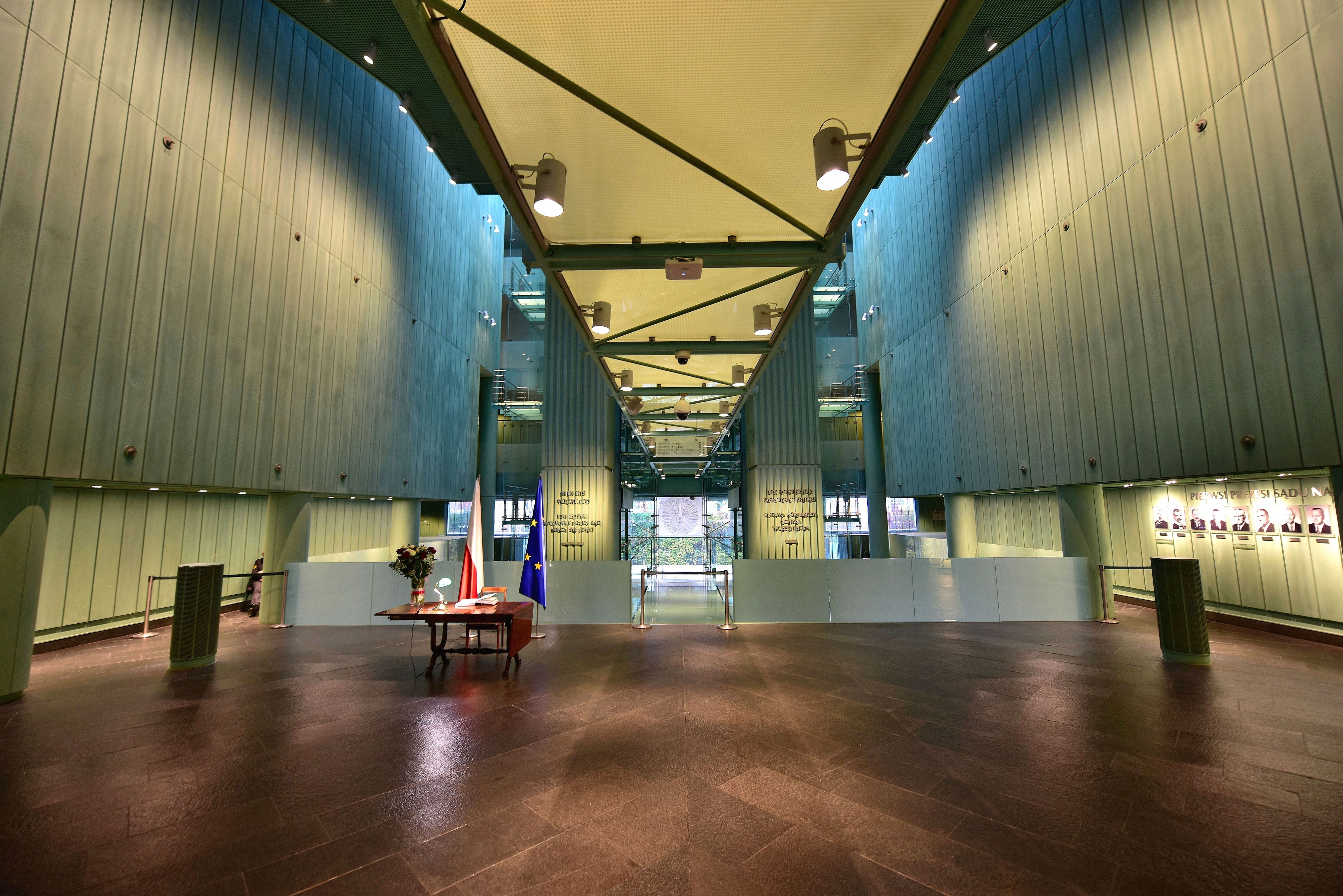
Hol główny

Kompleks Urbanistyczny Wymiaru Sprawiedliwości – kompleks budynków przy placu Krasińskich 2/4/6 w Warszawie wraz z ich otoczeniem, administrowany przez Biuro Administracyjno-Gospodarcze Kancelarii Pierwszego Prezesa Sądu Najwyższego, będący siedzibą Sądu Najwyższego, warszawskiego Sądu Apelacyjnego, oraz oddziału Instytutu Pamięci Narodowej. Planowana jest rozbudowa Kompleksu.

## Opis kompleksu

### Paremie
Na 76 filarach kompleksu umieszczono osiemdziesiąt sześć paremii prawniczych w językach polskim i łacińskim przygotowanych przez zespół romanistów pod kierunkiem prof. Witolda Wołodkiewicza. Ich głównymi źródłami były pisma jurystów rzymskich oraz konstytucje cesarskie (Digesta justyniańskie, kodeks justyniański). Kilka paremii zaczerpnięto z rzymskich dzieł literackich, a kilka – z dawnego prawa polskiego. Na głowicach kolumn widnieje motyw wagi, będący atrybutem bogini sprawiedliwości Temidy, a na filarach w pobliżu pomnika Powstańców Warszawskich – symbol Polski Walczącej. Na szczytach filarów rośnie zieleń, co według architektów było elementem powstałym z inspiracji miastami Inków. Treść paremii jest następująca:
1. Qui munus publice mandatum accepta pecunia reperunt, crimine repetundarum postulantur (D.48.11.9) – Dopuszcza się zdzierstwa ten, kto, sprawując funkcję publiczną, przyjmuje pieniądze od zainteresowanych
2. Minime sunt mutanda, quae interpretationem certam semper habuerunt (D.1.3.23) – Jak najmniej należy zmieniać to, co zawsze miało jednoznaczną interpretację
3. Qui non facit quod facere debet, videtur facere adversus ea, quia non facit (D.50.17.23) – Jeżeli ktoś nie czyni tego, co czynić powinien, uważa się, że czyni przeciwnie, ponieważ nie czyni
4. Ubi eadem legis ratio, ibi eadem legis, dispositio (ad D.9.2.32 pr) – W takich samych okolicznościach należy stosować te same rozwiązania prawne
5. Ius publicum privatorum pactis mutari non potest (D.2.14.38) – Prawo publiczne nie może być zmieniane umowami [osób] prywatnych.
6. Non ex regula ius sumatur, sed ex iure quod est regula fiat (D.50.17.1) – Reguły nie tworzą prawa, lecz się z niego wywodzą
7. In legibus magis simplicitas quam difficultas placet (I.2.23.7) – W prawie podoba się bardziej prostota niż zawiłość
8. Optima est legum interpres consuetudo (D.1.3.37) – Zwyczaj jest najlepszą wykładnią prawa
9. Ius civile vigilantibus scriptum est (D.48.8.24) – Prawo cywilne jest tworzone dla osób starannych
10. Leges ab omnibus intellegi debent (C.1.14.9) – Ustawy powinny być zrozumiałe dla wszystkich
11. Scire leges non hoc est verba earum tenere, sed vim ac potestatem (D.1.3.17) – Znać prawa to nie znaczy trzymać się słów ustawy, ale jej treści i mocy działania
12. Placuit in omnibus rebus praecipuam esse iustitiae aequitatisque quam stricti iuris rationem (C.3.1.8) – We wszystkich sprawach powinna mieć pierwszeństwo zasada sprawiedliwości i słuszności nad zasadą ścisłego prawa.
13. Non omnis vox iudicis iudicati continet auctoritatem (C.7.45.7 pr.) – Nie każda wypowiedź sędziego ma moc wyroku
14. Advocatorum error litigatoribus non noceat (C.2.9.3 pr.) – Błąd adwokatów niech nie szkodzi stronom
15. Incivile est nisi tota lege perspecta una aliqua particula eius proposita iudicare vel respondere (D.1.3.24) – Nieprawidłowe jest wydawanie wyroku lub opinii prawnej bez uwzględnienia całości ustawy, na podstawie jednego jej fragmentu.
16. Iura non in singulas personas, sed generaliter constituuntur (D.1.3.8) – Prawa są stanowione nie ze względu na konkretne osoby, lecz dla wszystkich.
17. Omnis definitio in iure civili periculosa est: parum est enim, ut non subverti potest (D.50.17.202) – Wszelka definicja w prawie cywilnym jest niebezpieczna, ponieważ rzadko się zdarza, by nie można było jej podważyć
18. Satius enim esse impunitum relinqui facinus nicentis quam innocentem damnari (D.48.19.5 pr.) – Lepiej pozostawić bezkarnym występek złoczyńcy, niż skazać niewinnego
19. Nullus videtur dolo facere, qui iure suo utitur (D.50.17.55) – Uważa się, że nie działa podstępnie ten[,] kto korzysta ze swego prawa
20. Nemo enim in persequendo deteriorem causam, sed meliorem facit (D.50.17.87) – Dochodzenie sprawy przed sądem nie może pogorszyć, lecz jedynie polepszyć sytuację powoda.
21. Iuris prudentia est divinarum atque humanarum rerum notitia, iusti atque iniusti scientia (D.1.1.10.2) – Nauka prawa jest znajomością spraw boskich i ludzkich oraz wiedzą o tym[,] co sprawiedliwe, a co niesprawiedliwe.
22. Dolum malum facit qui ex aliena iactura lucrum quaerit (D.14.3.17.4) – Działa podstępnie, kto próbuje osiągnąć zysk z cudzego niepowodzenia.
23. Is damnum dat, qui iubet dare (D.50.17.169) – Ten wyrządza szkodę, kto rozkazuje ją czynić
24. Nam hoc natura aequum est neminem cum alterius detrimento fieri locupletiorem (D.12.6.14) – Słuszne jest, aby nikt nie wzbogacał się z cudzej straty
25. Nulla pactione effici potest, ne dolus praestetur (D.2.14.27.3) – Umową nie można wyłączyć odpowiedzialności za podstęp
26. Reformatio in peius iudici appellato non licet (D.49.1.1 pr) – Sędziemu apelacyjnemu nie wolno zmieniać wyroku na niekorzyść „odwołującego się”
27. Nemo auditur propriam turpitudinem allegans (ad C.7.8.5) – Powołujący się na własny występek nie będzie wysłuchany
28. Cogitationis poenam nemo patitur (D.48.19.18) – Nikogo nie karze się za jego myśli
29. Dolus non praesumitur (D.22.3.18.1) – Złego zamiaru nie domniemuje się
30. Iustitias vestras iudicabo (napis na ścianie trybunałów w dawnej Polsce) – Osądzę waszą sprawiedliwość
31. Neminem captivabimus nisi iure victum (na podstawie przywilejów Władysława Jagiełły z lat 1430-33) – Nikogo nie uwięzimy, o ile nie zostanie pokonany prawem
32. Cessante ratione legis, cessat ipsa lex (ad D.35.1.72.6) – Gdy ustaje przyczyna obowiązywania ustawy, traci moc sama ustawa
33. Cum in verbis nulla ambiguitas est, non debet admitti voluntatis quaestio (D.32.25.1) – Gdy w słowach nie ma żadnej dwuznaczności, nie należy podnosić kwestii woli
34. Male nostro iure uti non debemus (Gaius 1.53) – Nie powinniśmy źle korzystać [z przysługującego] nam prawa
35. Ius est ars boni et aequi (D.1.1.1 pr.) – Prawo jest umiejętnością stosowania tego, co dobre i słuszne
36. Non exemplis, sed legibus iudicandum est (C.7.45.13) – Należy orzekać na podstawie ustaw, a nie naśladować wcześniejsze rozstrzygnięcia.
37. Nulla poena sine lege (D.50.16.131.1) – Nie ma kary bez [stosownego przepisu] ustawy
38. Quod ad ius naturalre attinet, omnes homines aequales sunt (D.50.17.32) – Zgodnie z prawem naturalnym wszyscy ludzie są równi
39. Delicta parentium liberis non nocent (ad C.6.7.2 pr) – Czyny niedozwolone rodziców nie obciążają dzieci
40. Nulla iniuria est, quae in volentem fiat (D.47.10.1.5) – Nie wyrządza się krzywdy chcącemu
41. Dura lex, sed lex (ad D.40.9.12.1) – Twarde prawo, ale prawo
42. Quod omnes similiter tangit, ab omnibus comprobetur (C.5.59.5.2) – Co wszystkich jednakowo dotyczy, winno być przez wszystkich zatwierdzone
43. Summum ius summa iniuria (Cicero, de off. 1.33) – Najwyższe prawo [bywa] najwyższym bezprawiem
44. Alienus dolus nocere alteri non debet (D.44.4.11 pr.) – Nikogo nie powinien obciążać cudzy podstęp
45. Res iudicata pro veritate accipitur (D.50.17.207) – Rozstrzygnięcie sądowe przyjmuje się za prawdziwe
46. Legem brevem esse oportet (Seneca, ep. 94.38) – Ustawa powinna być zwięzła
47. In omnibus quidem, maxime tamen in iure aequitas spectanda sit (D.50.17.90) – We wszystkim, szczególnie jednak w prawie, należy mieć na względzie [zasady] słuszności
48. Vanae voces populi non sunt audiendae (C.9.47.12) – Nie należy dawać posłuchu czczym głosom tłumu
49. Iustitia est constans et perpetua voluntas ius suum cuique tribuendi (D.1.1.10 pr.) – Sprawiedliwość jest niezmienną i trwałą wolą zagwarantowania każdemu jego prawa
50. Non omne quod licet honestum est (D.50.17.144 pr.) – Nie wszystko, co dozwolone[,] jest uczciwe
51. Leges bonae ex malis moribus procreantur (Macrobius sat. 3.17.10) – Dobre ustawy rodzą się ze złych obyczajów
52. Quid est enim civitas nisi iuris societas civium (Cicero, de re publ. 1.49) – Czym jest bowiem państwo, jeśli nie opartym na prawie związkiem obywateli
53. Legem bonam a mala nulla alia nisi naturae norma dividere possumus (Cicero, de leg. 1.44) – Dobre prawo od złego możemy odróżnić miarą prawa natury
54. Vim vi repellere licet (D.43.16.1.27) – Siłę wolno odeprzeć siłą
55. Silent leges inter arma (Cicero, pro Mil. 4.11) – Milkną prawa w szczęku broni
56. Onus est honos qui sustinet rem publicam (Varro, de I.I.5.73) – Obowiązek jest zaszczytem utrzymującym Rzeczpospolitą
57. Libertas inaestimabilis res est (D.50.17.106) – Wolność jest rzeczą bezcenną
58. Cedant arma togae (Cicero, de off.1.77) – Niech oręż ustąpi przed togą
59. Salus populi suprema lex esto (Cicero, de leg. 3.8) – Dobro Rzeczypospolitej niechaj będzie najwyższym prawem
60. Hominum causa omne ius constitutum sit (D.1.5.2) – Wszelkie prawo winno być stanowione ze względu na człowieka
61. Pacta sunt servanda (ad D.2.14.7.7) – Umów należy dotrzymywać
62. Nostrum est iudicare secundum allegata et probata (ad D.1.18.6.1) – Powinniśmy sądzić zgodnie z przedłożonymi i pewnymi [dowodami]
63. Lex retro non agit (ad C.1.14.7) – Ustawa nie działa wstecz
64. Quod initio vitiosum est, non potest tractu temporis convalescere (D.50.17.29) – To[,] co od początku jest wadliwe, nie może być uzdrowione przez „sam” upływ czasu
65. In testamentis plenius voluntates testantium interpretamur (D.50.17.12) – Wykładnia testamentów opiera się na wnikliwym badaniu woli testatorów
66. Nemo est iudex in propria causa (ad C.3.5.1) – Nikt nie może być sędzią we własnej sprawie
67. Nemo plus iuris ad alium transferre potest quam ipse habet (D.50.17.54) – Nie można przenieść na drugiego więcej praw, niż ma się samemu.
68. In dubio pro reo (ad D.50.17.125) – W razie wątpliwości [należy rozstrzygać] na korzyść pozwanego
69. Secundum naturam est commoda cuiusque rei eum sequi, quem sequuntur incommoda (D.50.17.10) – Naturalne jest, aby ten czerpał korzyści z rzeczy, kto ponosi związane z nią ciężary
70. Ambulatoria est voluntas defuncti usque ad vitae supremum exitum (D.34.4.4) – Wola spadkodawcy może być zmieniona aż do ostatniego tchnienia
71. Ne quis absens puniatur (D.48.17.1 pr) – Nieobecny niech nie będzie karany
72. Reus excipiendo fit actor (D.44.1.1) – Pozwany w zakresie zarzutu procesowego staje się powodem
73. Libera matrimonia esse antiquitus placuit (C.8.38.2) – Z dawna już postanowiono, że małżeństwa są wolne
74. Ne eat iudex ultra petita partium (ad D.10.3.18) – Niech nie wychodzi sędzia ponad żądania stron
75. Nullus idoneus testis in re sua intellegitur (D.22.5.10) – Nikt nie może być wiarygodnym świadkiem we własnej sprawie
76. Venire contra factum proprium nemini licet (ad D.1.7.25) – Nie wolno występować przeciwko temu, co wynika z własnych czynów
77. Prior tempore potior iure (C.8.17.3) – Pierwszy w czasie[,] lepszy w prawie
78. Sententia facit ius inter partes (ad D.5.2.17.1) – Wyrok tworzy prawo między stronami
79. Ei incumbit probatio qui dicit non qui negat (D.22.3.2) – Ciężar dowodu spoczywa na tym, kto twierdzi, a nie na tym[,] kto przeczy
80. Bis de eadem re ne sit actio (ad Gaium 4.107) – Nie można procesować się dwa razy o to samo
81. Actor rei forum sequitur (C.3.19.3) – Powód idzie do sądu (właściwego dla) pozwanego
82. Impossibilium nulla obligatio est (D.50.17.185) – Nie ma zobowiązania, gdy [świadczenie] jest niemożliwe
83. Si in ius vocat, ito (Ustawa XII tablic) – Kto został wezwany przed sąd, niech się stawi
84. Ignorantia iuris nocet, ignorantia facti non nocet (ad D.22.6.9 pr) – Nieznajomość prawa szkodzi, nieznajomość faktu nie szkodzi.
85. Lex posterior derogat legi priori (ad D.1.4.4) – Ustawa późniejsza uchyla wcześniejszą
86. Favorabiliores rei potius quam actores habentur (D.50.17.125) – Korzystniejszą [sytuację procesową] mają pozwani niż powodowie

Schemat Kompleksu Urbanistycznego Wymiaru Sprawiedliwości z zaznaczonymi 76 kolumnami, na których umieszczono łacińskie i polskie paremie prawnicze

### Kariatydy
Elementem tylnej elewacji kompleksu są trzy kariatydy symbolizujące cnoty: wiarę, nadzieję i miłość.